# 23 mars 1962
Le vendredi 23 mars 1962 est le 82e jour de l'année 1962.

## Naissances
- Bassel el-Assad (mort le 21 janvier 1994), fils ainé de l'ancien président syrien
- Jenny Wright, actrice américaine
- Joël Pelier, coureur cycliste français
- Karl Svoboda, joueuse de rugby canadien
- Marc Cherry, acteur, scénariste et producteur américain
- Mathias Schweikle, sculpteur allemand
- Steve Redgrave, rameur anglais, multi médaillé olympique
- Valérie Besser, graphiste française

## Décès
- Bernard Roland-Gosselin (né le 28 mai 1886), prêtre catholique français et philosophe
- Clement Davies (né le 19 février 1884), personnalité politique britannique
- Eugenio Canfari (né le 16 avril 1877), footballeur italien
- Joseph Caillet (né le 18 avril 1917), militaire français du XXe siècle, a servi comme aviateur de la France libre pendant la Seconde Guerre mondiale

## Événements
- Début de la bataille de Bab el Oued
- Ouverture de la station de métro de Hōnanchō à Tokyo
- adoption en Suisse de la Loi fédérale sur la procédure de l'Assemblée fédérale, ainsi que sur la forme, la publication et l'entrée en vigueur des actes législatifs.